# Helligtrekongers Kirke
Helligtrekongers Kirke er en kirke i Vallensbæk Landsby. Den blev opført 2011-2012 og ligger lige overfor Vallensbæk Kirke.

## Eksterne kilder og henvisninger
- Helligtrekongers Kirke hos KortTilKirken.dk